# 赵良弼 (元朝)
赵良弼（1216年—1286年），本姓术要甲，出身女真，元朝政治人物。

## 生平
1259年，做忽必烈的参军。1260年，五劝忽必烈夺取汗位，因功被任命为参陕西四川宣抚司。1270年，赵良弼到王氏高丽屯田。1272年，以秘书监的职务出使日本，国书没能交给国王，被幕府迁至对马岛。次年，赵良弼回国。至元十一年（1274年），被任命为佥书枢密院事，献策伐宋，但不同意元军同时攻打日本。1286年，赵良弼病死，追封韩国公。

## 家族
父赵悫，中进士。

## 延伸阅读
Module:Wikisource_further_reading第46行Lua错误：attempt to concatenate local 'id' (a nil value)